# Lasy Birczańskie

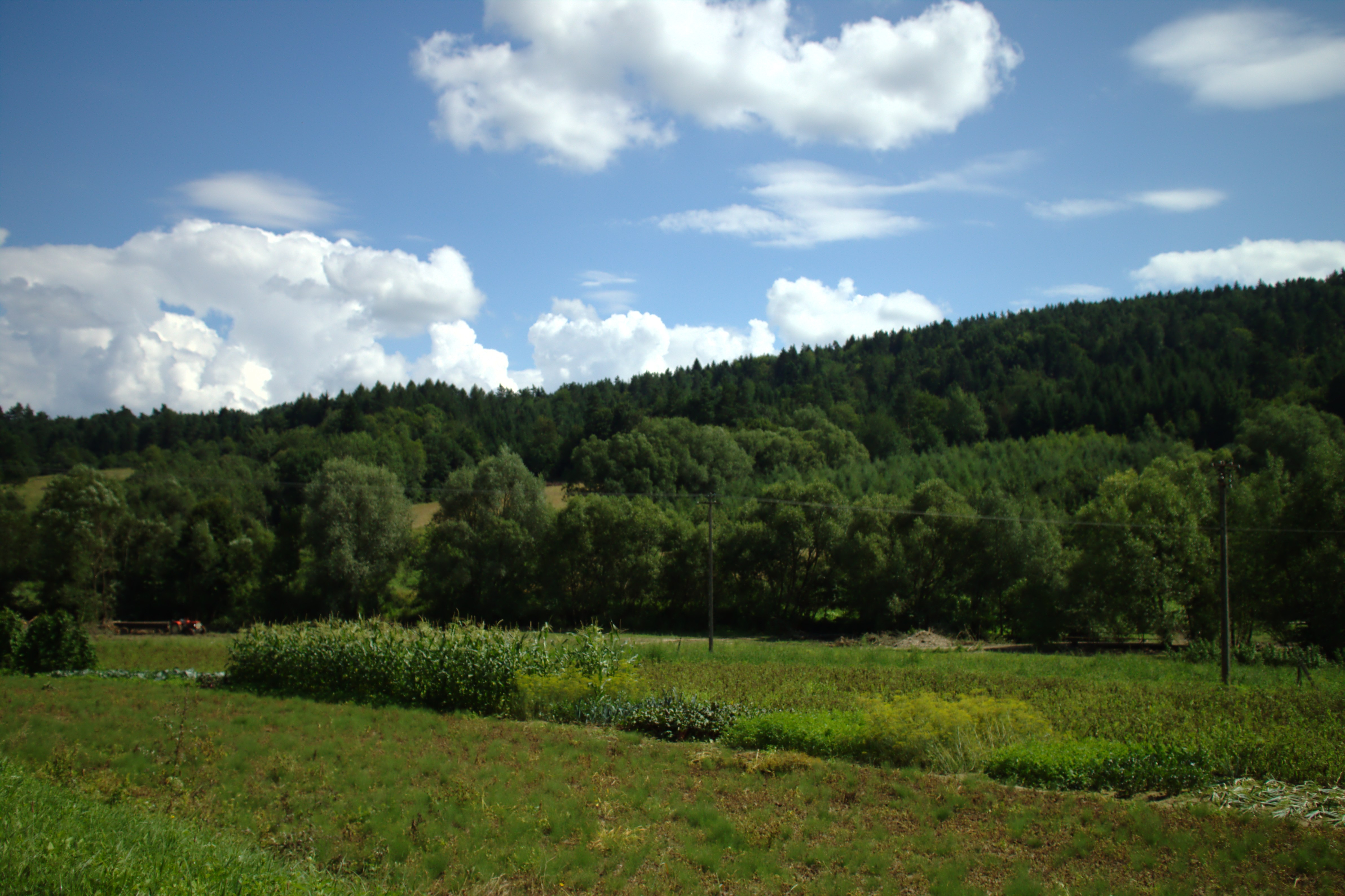
Lasy w Iskaniu

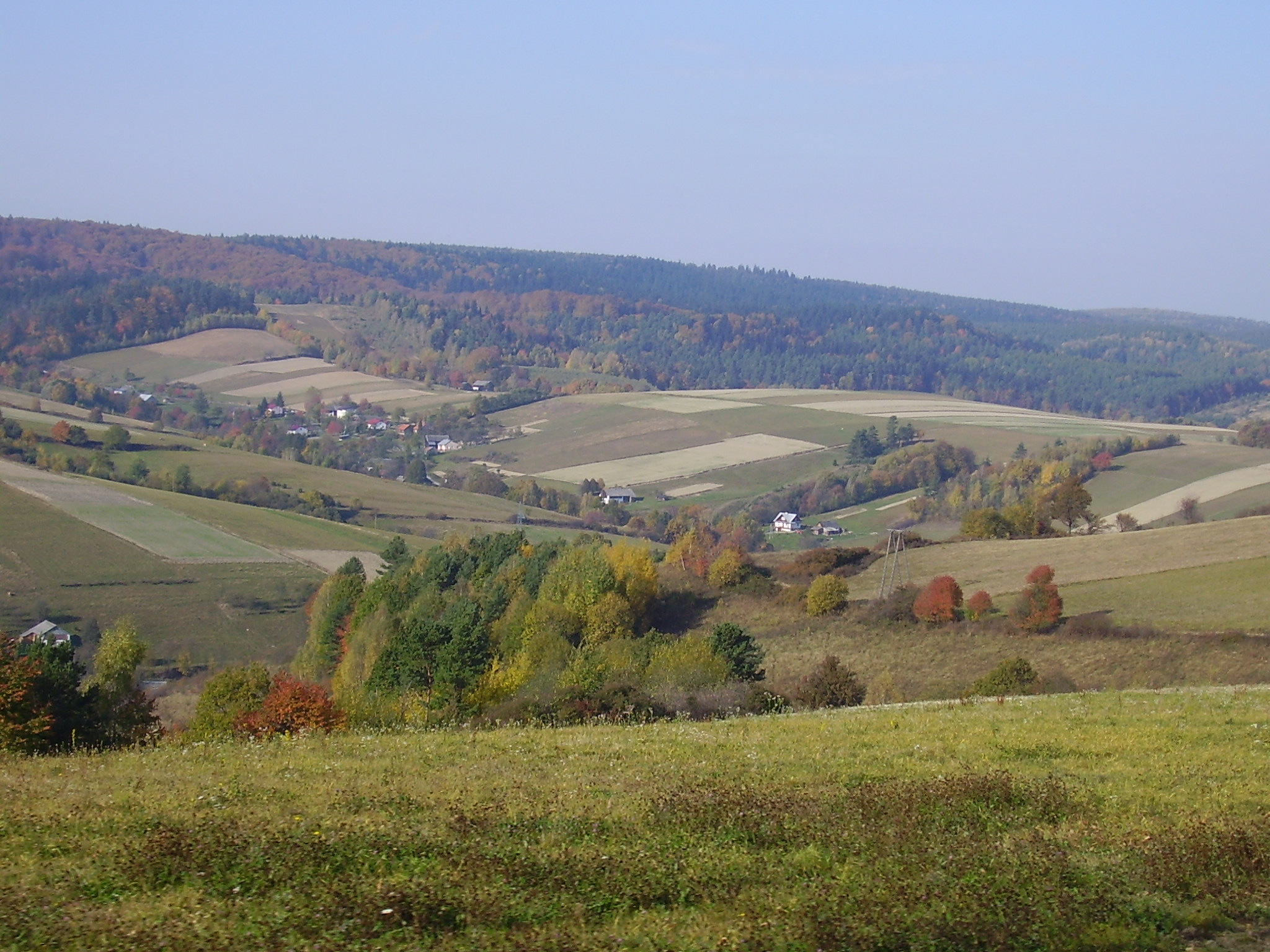
Okolice Leszczawki

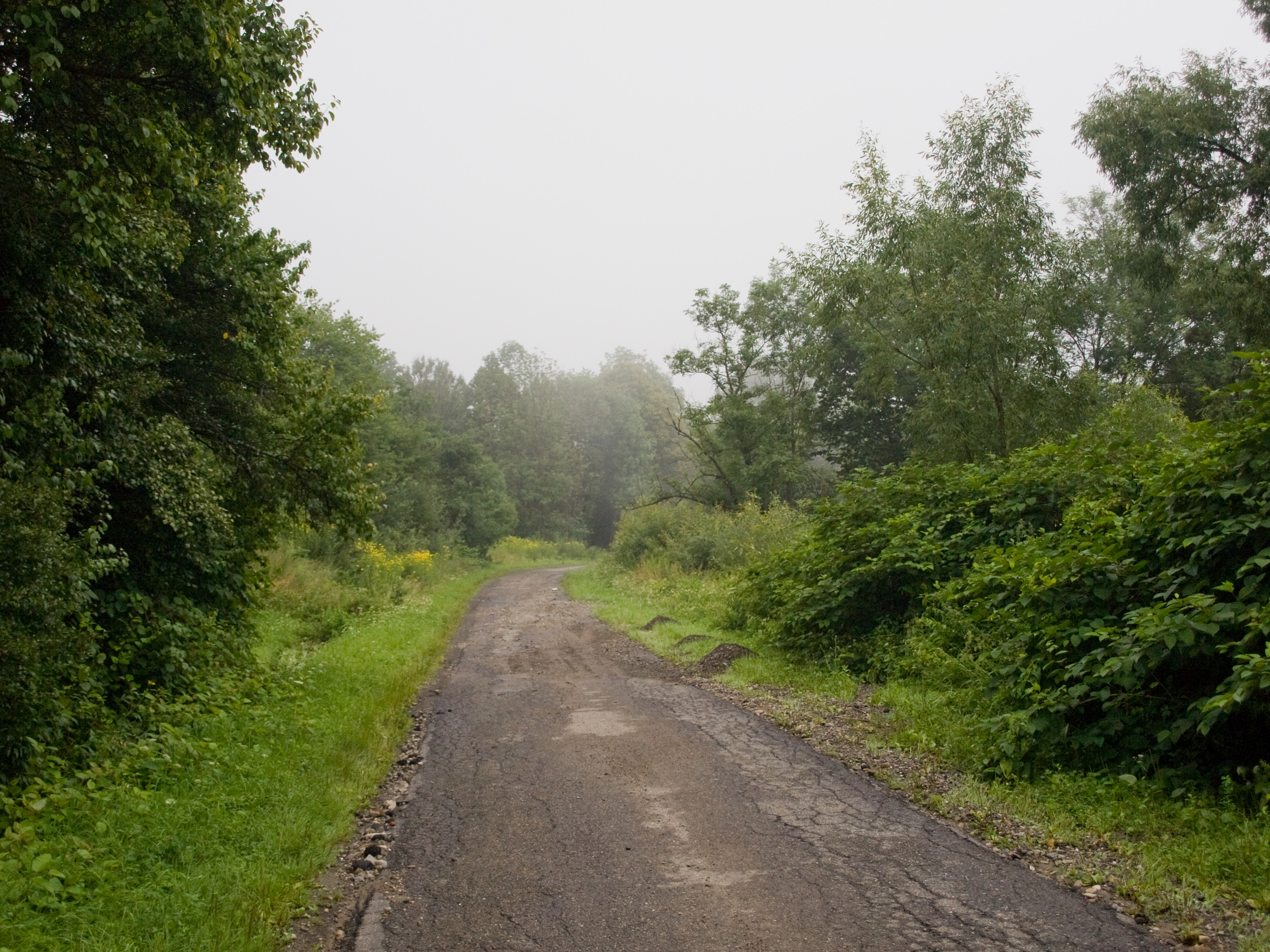
Droga leśna w Kotowie

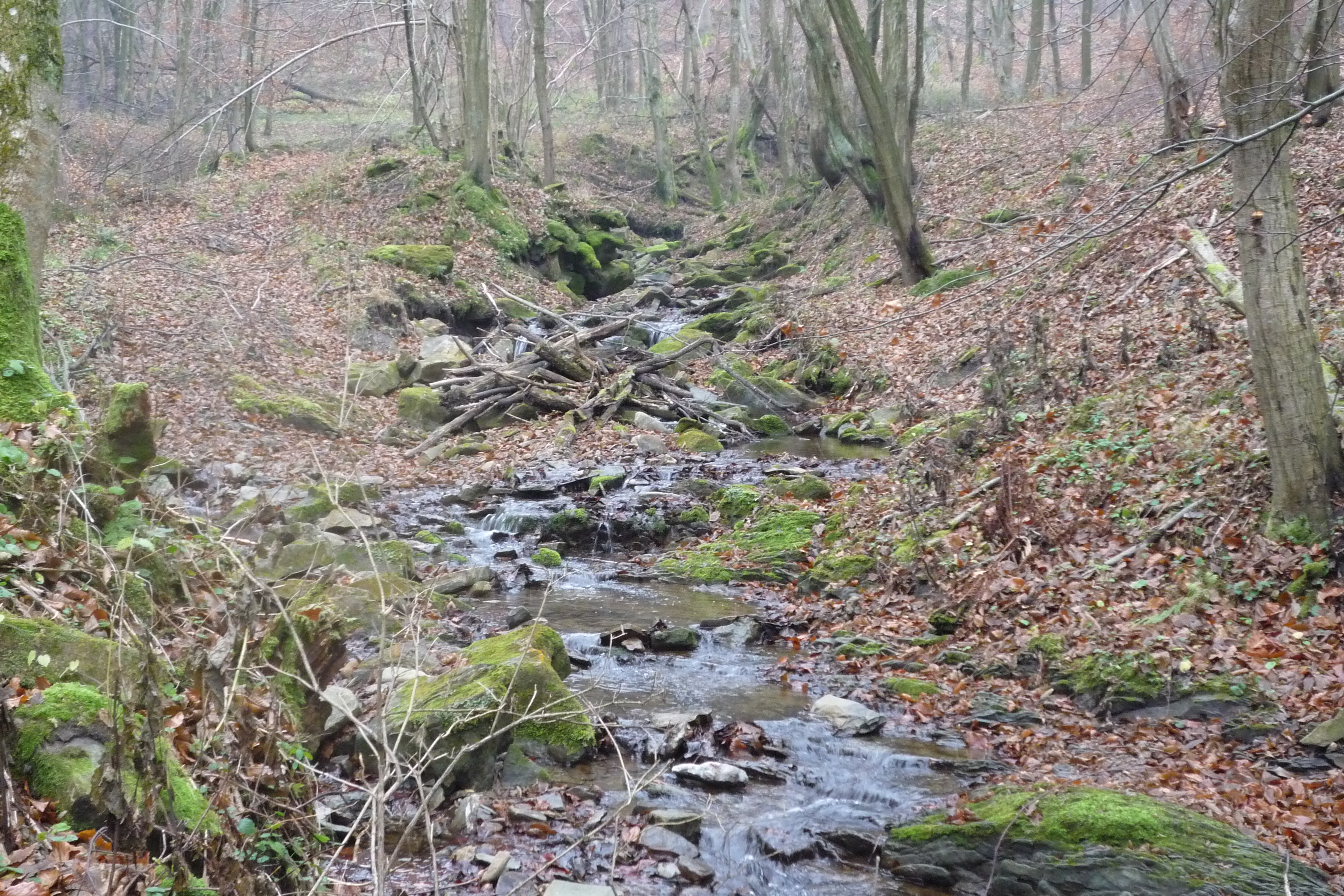
Potok w Borysławce (gmina Fredropol)

Lasy Birczańskie – Leśny Kompleks Promocyjny powołany Zarządzeniem Dyrektora Generalnego Lasów Państwowych Nr. 4 z dnia 24 stycznia 2001 roku, jako jedenasty w Polsce.

## Przynależność administracyjna
Kompleks znajduje się w całości na terenie województwa podkarpackiego w gminach: Bircza, Fredropol, Dubiecko, Krzywcza w powiecie przemyskim oraz gminie Ustrzyki Dolne w powiecie bieszczadzkim. W całości przynależy do jednej Regionalnej Dyrekcji Lasów Państwowych: RDLP w Krośnie, a jego zasięg pokrywa się z nadleśnictwem Bircza.

## Położenie
LKP Lasy Birczańskie położony jest przy granicy z Ukrainą w VIII Karpackiej krainie przyrodniczoleśnej. Leży częściowo w Karpatach Wschodnich w mezoregionach: Góry Sanocko-Turczańskie i Płaskowyż Chyrowski, a częściowo w Karpatach Zachodnich w mezoregionie Pogórze Przemyskie. Sieć rzeczna należy w większości do dorzecza Sanu z większymi rzekami: Wiar i Stupnica, a fragment leży w dorzeczu Dniestru.

## Charakterystyka
Zalesienie w zasięgu LKP wynosi 61,9%, a lasy tworzą 7 dużych, 9 średnich oraz ponad setkę drobnych kompleksów leśnych. Najczęściej występują tu gleby brunatne wyługowane (65%) oraz gleby brunatne właściwe (30%), na których przeważają las górski świeży (49%) i las wyżynny świeży (47%). Można spotkać dwa piętra roślinności: piętro pogórza i regiel dolny. Panujące gatunki drzew to jodła pospolita (33%), sosna zwyczajna (32%) i buk zwyczajny (24%). Ponadto modrzew europejski (3%) oraz olsza szara i świerk pospolity (po 2%).

## Edukacja
Jedną z funkcji LKP jest edukacja przyrodnicza i ekologiczna społeczeństwa. Na terenie Lasów Birczańskich realizują ją liczne obiekty:
- Ośrodek Edukacji Leśnej
- Izba Edukacji Leśnej
- Zielona klasa
- 5 ścieżek dydaktycznych:
  - "Krępak"
  - "Bobrowa Dolina"
  - "Pomocna Woda"
  - "Łomna"
  - "Drzewa Parku Podworskiego w Jureczkowej"

## Ochrona Przyrody
Na obszarze LKP znajduje się dwa parki krajobrazowe i jeden obszar chronionego krajobrazu:
- Park Krajobrazowy Pogórza Przemyskiego
- Park Krajobrazowy Gór Słonnych
- Przemysko-Dynowski Obszar Chronionego Krajobrazu

oraz 8 rezerwatów przyrody o łącznej powierzchni 1532 ha:
- Krępak
- Turnica
- Reberce
- Chwaniów
- Na Opalonym
- Nad Trzciańcem
- Kalwaria Pacławska
- Kopystańka

Ponadto istnieją tu: obszar specjalnej ochrony ptaków (Natura 2000) o nazwie „Pogórze Przemyskie”, trzy stanowiska dokumentacyjne, użytki ekologiczne o powierzchni łącznej 428,90 ha oraz 36 pomników przyrody.